# 北漢山牛耳駅
北漢山牛耳駅（プカンサンウイえき）は、大韓民国ソウル特別市江北区牛耳洞にある牛耳新設軽電鉄の駅。

## 駅構造
相対式ホーム2面2線の地下駅。出口は2箇所ある。

### のりば
- のりばの番号は存在しない。

| 上り | ●牛耳新設線 | 降車ホーム               |
| 下り | ●牛耳新設線 | ソルバッ公園・新設洞方面 |

## 駅周辺
- 北漢山
- 道峰山（朝鮮語版）
- 道詵寺（朝鮮語版）
- 燕山君墓所

## 歴史
- 2017年
  - 3月2日 - 駅名を 「北漢山牛耳駅」に決定[1]。
- 9月2日 - 駅開業。

## 隣の駅
牛耳新設軽電鉄
● ソウル軽電鉄牛耳新設線
北漢山牛耳駅  - ソルバッ公園駅